# Leilametra
Leilametra is een geslacht van haarsterren uit de familie Thalassometridae.

## Soort
- Leilametra necopinata A.H. Clark, 1932